# ヒッポトオーン
ヒッポトオーン（希: Ἱπποθόων, Hippothoōn）は、ギリシア神話の人物である。長母音を省略してヒッポトオンとも表記される。エレウシースの暴君ケルキュオーンの娘アロペーと海神ポセイドーンの子。アテーナイのヒッポトオーンティス氏族の祖。
美女であった母アロペーはポセイドーンの子ヒッポトオーンを身ごもったが、ポセイドーンは姿を見せなかったため、彼女には父親が誰なのか分からなかった。アロペーはヒッポトオーンが生まれると乳母に頼んで自分の代わりに捨ててもらった。しかしポセイドーンの加護で守られていたヒッポトオーンは牝馬から乳を与えられて生き延びた。そのうち羊飼いがヒッポトオーンを発見したが、彼の産着が身分の高さを示していたので、羊飼いたちは産着をめぐって争い、ケルキュオーンに裁定を求めた結果、アロペーが密かに子供を産んで捨てていたことが発覚した。怒ったケルキュオーンは娘を投獄し、またヒッポトオーンを捨てさせた。アロペーは獄中で死んだが、ヒッポトオーンは再び牝馬に養われ、その様子を見た羊飼いたちは赤子が神の加護で守られていると悟り、ヒッポトオーンと名付けて養育した。後にケルキュオーンが若き英雄テーセウスによって退治されると、成長したヒッポトオーンはテーセウスの王宮を訪れてエレウシースの返還を求めた。テーセウスはおたがいがポセイドーンの子であることに親しみを感じて喜んで返還に応じ、ヒッポトオーンはエレウシースの王となった。エレウシースにはヒッポトオーンの英雄廟があった。